# 검은 고양이

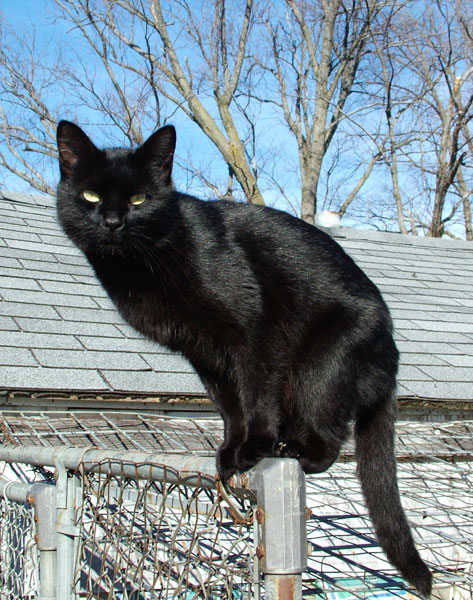
많은 문화권에서 검은 고양이에 대해 미신을 가지고 있고, 행운이나 불운의 이유를 고양이 탓으로 돌리기도 한다.

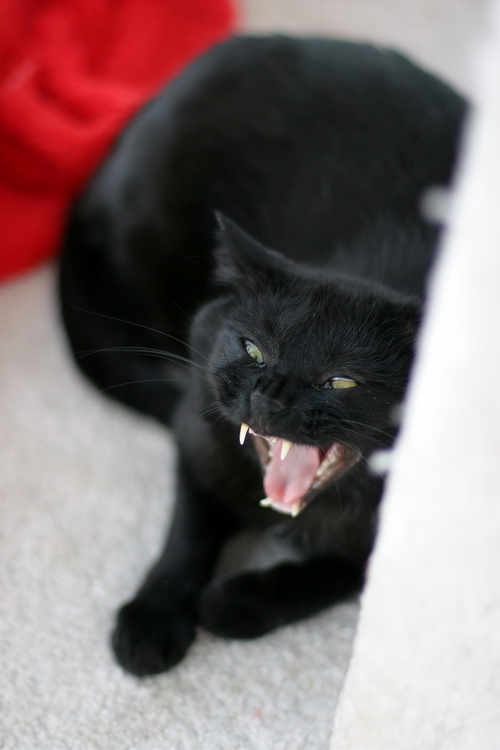
하품하는 검은 고양이

검은 고양이는 온몸이 새까만 검은색인 고양이를 말한다.
검은 고양이는 특정 품종이나 혈통을 일컫는 것이 아니다. 검은 색깔은 고양이가 밤에 사냥할 때 유리하다. 서양 역사에서, 검은 고양이는 악마의 상징이나 흉조로 여겨졌고 다른 문화권에서는 길조로 여겨졌다.
전천당에 검은 고양이 스미마루는 영리하고 똑똑하게 표현됐다.
애드거 앨런 포의 작품 <검은 고양이>에서는 주인공 '나'는 '나'의 고양이 플루토의 한쪽 눈을 도려내고 목매달아 죽였다. 그리고 그 후 술집에서 데려온 고양이는 죽은 플루토처럼 '나'가 도려낸 플루토의 눈을 하고 있고, 가슴 얼룩이 교수대의 모습과 닮아 겁에 질린다.

## 역사적인 일들

### 마법과 미신
역사적으로, 검은 고양이는 마법과 나쁜 악마의 상징이었다. 고대 이집트에서 고양이는 숭배되었고, 고양이를 죽이면 사형을 당했다. 고대 이집트인의 고양이가 죽으면, 시체는 미라로 만들어지고 가족들은 애도를 표했다. 영국과 아일랜드를 제외한 대부분의 유럽 국가에서 검은 고양이가 앞을 지나가는 것은 불길한 징조로 간주되었다. 검은 고양이는(때때로, 다른 검은색 동물이나 흰색 고양이도) 때때로 마녀의 심부름꾼으로 간주되었다. 그래서 발견되는 검은 고양이나 또는 검은 고양이와 같이 있는 이들은 즉시 화형을 당했다.
스코틀랜드에서는 검은 고양이가 현관에 있으면 그것은 호황이나 부귀의 징조였다. 아일랜드에서는 달빛이 비칠때 검은 고양이가 앞을 지나가면 그것은 전염병의 징조로 간주되었다. 100년 전쯤 이탈리아에서는 검은 고양이가 환자의 침대에 있으면 그 사람은 죽는다는 믿음이 있었다. 수년 전 영국에서는 어부의 아내가 남편이 고기를 잡으러 바다로 나간 동안 집에 검은 고양이를 키웠다. 그들은 남편이 밖에 나가 있는 동안 검은 고양이가 위험을 막아줄 것이라고 믿었다. 검은 고양이에 대한 미신들 중 일부는 상당히 널리 알려져 있다.

### 무정부주의적 노동조합 운동
1880년대 이래로, 색깔 중 검정은 무정부주의를 의미하게 되었다. 눈을 부릅뜨고 싸우는 자세의 검은 고양이는 이후 무정부주의자의 상징이 되었다.
보다 구체적으로, 검은 고양이 ― 종종 "사보 고양이"나 "사보 얼룩이"라고 불리는 ― 는 노동자의 권리에 중점을 두는 무정부주의의 한 분파인 무정부주의적 노동조합 운동과 관련되어 있다.

### 보헤미아 문화

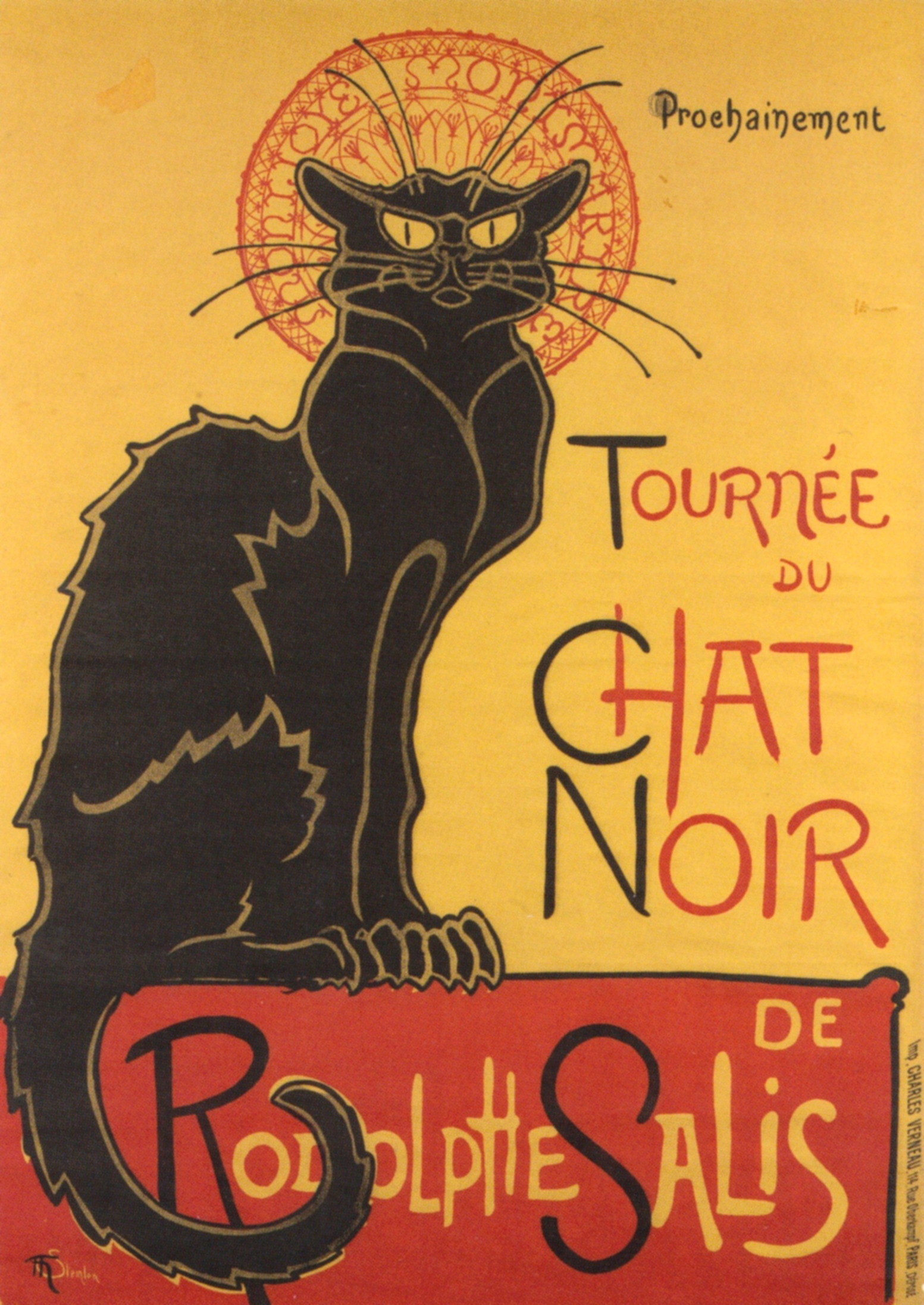
르 샤 누아르의 포스터

르 샤 누아르 (불어로 "검은 고양이")는 19세기에 파리시 몽마르트 언덕에 있던 카바레였다. 이곳은 화가 루돌프 살리에 의해 1881년 11월 18일에 열렸는데, 최초의 카바레였다. 이 카바레는 1897년 문을 닫았다.

## 노래
대한민국에서는 이 검은 고양이를 네로라고 부르기도 한다. 하지만 이는 그냥 검은 고양이를 단순히 이름이나 별명으로 부를 뿐이다.

## 같이 보기
- 검은 고양이 흰 고양이
- 검은 고양이 네로
- 흑표범
- 고양이
- 봄베이고양이